# Asiagomphus pacatus
Asiagomphus pacatus – gatunek ważki z rodziny gadziogłówkowatych (Gomphidae).